# Liacarus matshabelii
Liacarus matshabelii är en kvalsterart som beskrevs av Djaparidze 1980. Liacarus matshabelii ingår i släktet Liacarus och familjen Liacaridae. Inga underarter finns listade i Catalogue of Life.